# Leptomydas lusitanicus
Leptomydas lusitanicus is een vliegensoort uit de familie Mydidae. De wetenschappelijke naam van de soort is, geplaatst in het geslacht Mydas, voor het eerst geldig gepubliceerd in 1820 door Wiedemann.
De soort komt voor in Spanje, Portugal en Corsica.